# The Equalizer 3
The Equalizer 3 är en amerikansk actionthrillerfilm från 2023. Filmen är regisserad av Antoine Fuqua, med manus skrivet av Richard Wenk. Det är uppföljaren till The Equalizer 2 och är den tredje filmen i The Equalizer-trilogin, baserad på kriminalserien McCall från 1985. Filmen är producerad av Todd Black, Jason Blumenthal, Steve Tish, Antoine Fuqua och Denzel Washington.
Filmen hade biopremiär i Sverige den 1 september 2023, utgiven av Sony Pictures Releasing.

## Handling
Denna gång reser McCall till Sicilien för att leva ett lugnt och behagligt liv. Emellertid upptäcker han snart att han måste ta itu med den italienska camorran för att skydda sina nya vänner.

## Rollista (i urval)
- Denzel Washington – Robert McCall
- Dakota Fanning – Emma Collins
- Sonia Ben Ammar – Chiara Bonucci
- David Denman – Frank Conroy
- Remo Girone – Enzo Arisio
- Andrea Dodero – Marco Quaranta
- Eugenio Mastrandrea – Gio Bonucci
- Andrea Scarduzio – Vincent Quaranta
- Daniele Perrone – Angelo
- Gaia Scodellaro – Aminah